# Fyr og Flamme
Fyr og Flamme (dänisch für Feuer und Flamme) ist ein dänisches Popduo, bestehend aus dem Schauspieler Jesper Groth und dem Songwriter und Gitarristen Laurits Emanuel. Sie wurden am 6. März 2021 Sieger des Dansk Melodi Grand Prix 2021 und damit die dänischen Teilnehmer am Eurovision Song Contest 2021 in Rotterdam.

## Geschichte
Jesper Groth wurde durch seine Rolle in der Fernsehserie Sygeplejeskolen (Die Schwesternschule) in Dänemark bekannt. Er studierte vier Jahre bis 2015 an der Nationalen Hochschule für Darstellende Kunst. Laurits Emanuel ist seit Jahren Leadsänger der Band The Grenadines. Die beiden trafen sich in einer „Freitagsbar“ – einer Bar, in der man das Wochenende in Dänemark einläutet. Sie machen zusammen Musik seit 2017.
Im August 2020 veröffentlichten sie ihr erstes Lied Menneskeforbruger, mit dem sie für zwei Wochen den auf dem ersten Platz der P3-Radiohitliste standen. Wegen des Erfolgs erhielten die beiden einen Plattenvertrag. Im Dezember 2020 folgte die zweite Single Kamæleon.
Beim Finale des Dansk Melodi Grand Prix 2021 setzten sie sich knapp mit ihrem Lied Øve os på hinanden durch. Damit wurden sie auch zu den dänischen Teilnehmern am Eurovision Song Contest 2021 gewählt. Nach der Teilnahme am zweiten Halbfinale qualifizierten sie sich als Elfte jedoch nicht für das Finale.

## Diskografie

### Alben
- 2021: Fyr og Flamme
- 2024: Himmel og Helvede[6]

### Singles
- 2020: Menneskeforbruger
- 2020: Kamæleon
- 2021: Øve os på hinanden
- 2021: Kæreste
- 2022: Hvem Tror Du Egentlig Du Er?[7]
- 2022: Mig der kalder
- 2022: Her Hos Mig